# Dansa dels Pastorets del Corpus Christi de València
La dansa dels Pastorets, és una de les components del grup de les Dansetes, nom amb què es coneixen les danses interpretades per nens, que es realitza dins dels actes de la festa del Corpus Christi de la ciutat de València.
La majoria d'aquestes dansetes o balls infantils daten de les dècades centrals del segle xix, si atenem les seves característiques musicals, recordant moltes polques originàries del centre d'Europa.” Aquesta dansa, com la resta de danses infantils participen a la Cavalcada del Convit.
Aquest ball igual que el dels Llauradors i els dels Arquets, constitueixen les tres danses que representarien el bucolisme romàntic, l'enyorança de la natura i la reivindicació del medi rural. Són danses de tipus ornamental que presenten figures coreogràfiques molt més senzilles que altres danses.

## Història
Aquestes dansetes no es van interpretar de manera continuada a les festes del Corpus de València, ja que aquestes han tingut força alts i baixos i canvis al llarg dels més de sis segles d'història. Als problemes organitzatius es van unir ja entrat el segle XIX problemes de conceptualització de la festa i la seva forma de viure's, cosa que va fer que moltes de les danses, les infantils incloses, deixessen de dur-se a terme.
Tot i que aquest ball està arrelat en els actes del Corpus de València, un estudi més profund de la música que s'hi empra, permet demostrar la seva relativa modernitat, ja que es dataria al segle xix, malgrat que pot tenir precedents anteriors. De fet, la primera partitura que es disposa d'aquesta música és de l'època en què el pare Baixauli va recopilar les danses, curiosament la partitura de la dansa dels Cavallets és la que s'utilitza al ball actual dels Pastorets.
Aquesta confusió de melodies es deu als problemes que es van tenir en el procés de la recuperació de les danses a la festivitat del Corpus a partir de 1977. Un fet que va cridar l'atenció en fer aquest esforç de recuperació de les danses va ser comprovar que hi havia hagut un canvi en les melodies de les danses. Així, per exemple, la melodia pròpia de la dansa dels cavallets (segons versió que Joan Blasco havia après del seu mestre) era diferent de la que apareixia a la documentació amb què es comptava (fonamentalment la recopilació duta a terme a principis del segle XX pel frare Marià Baixauli) com a melodia utilitzada a mitjans del mateix segle. La melodia de la dansa dels cavallets era igual a la que anteriorment s'utilitzava com a melodia a la Dansa dels pastorets. Així, es va decidir prendre la melodia que segons Baixauli era la típica de la dansa dels cavallets i utilitzar-la per a la dansa dels pastorets, dansa de la qual, almenys Joan Blasco, no tenia idea de quina melodia tenia.

## Descripció de la dansa
És una dansa interpretada per vuit nens, abillats amb vestits de pastors amb un garrot a la mà.

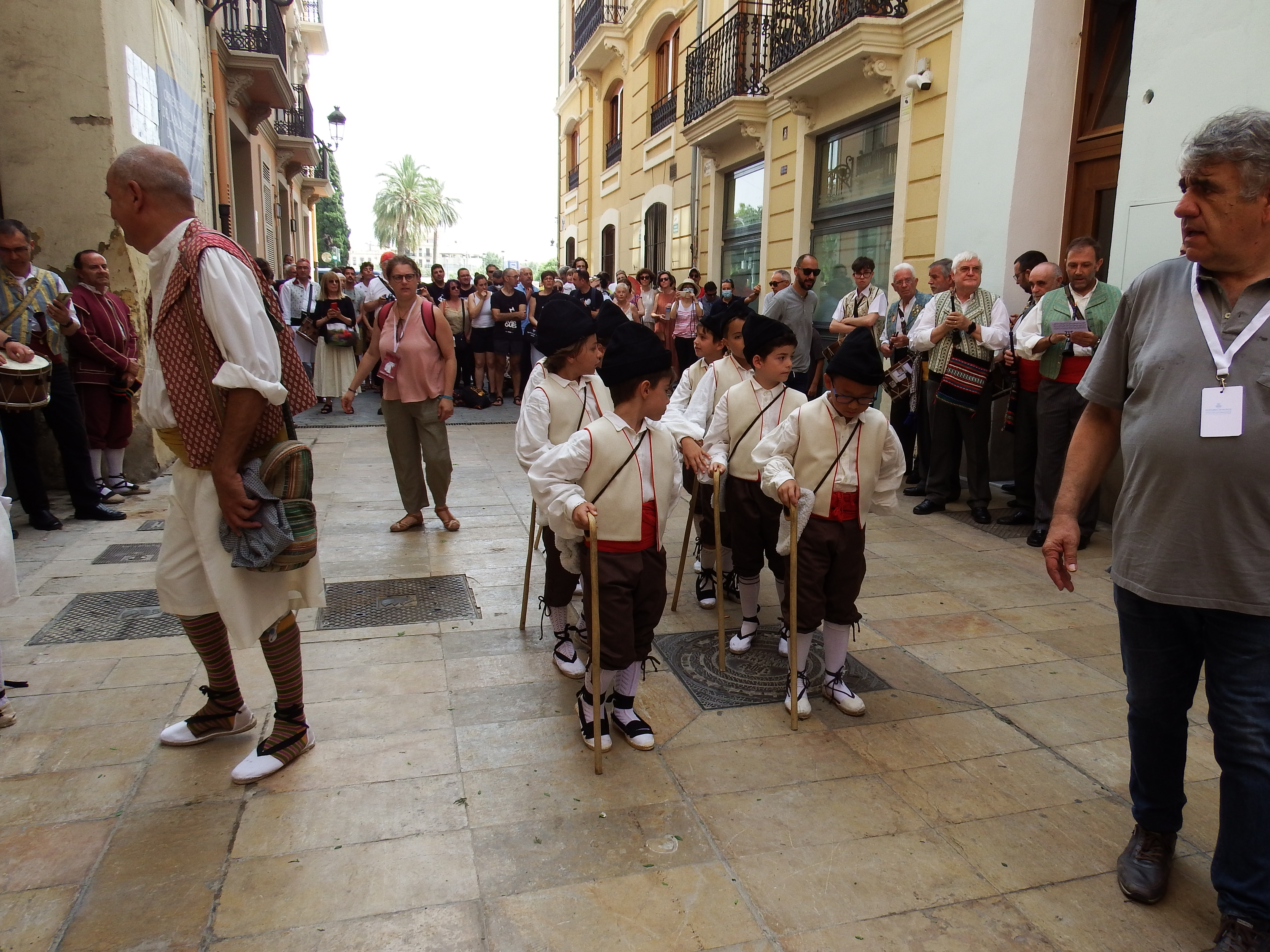
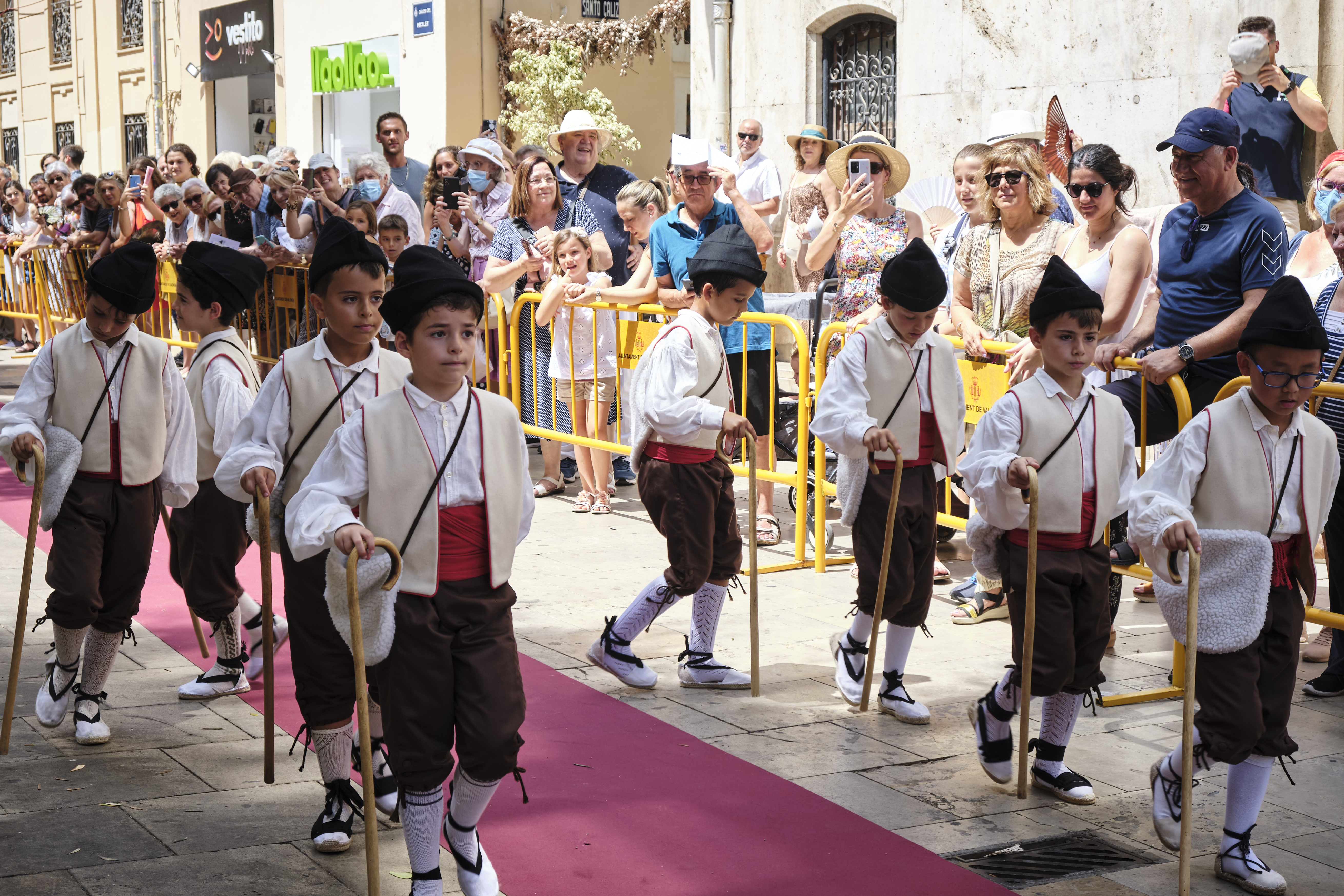
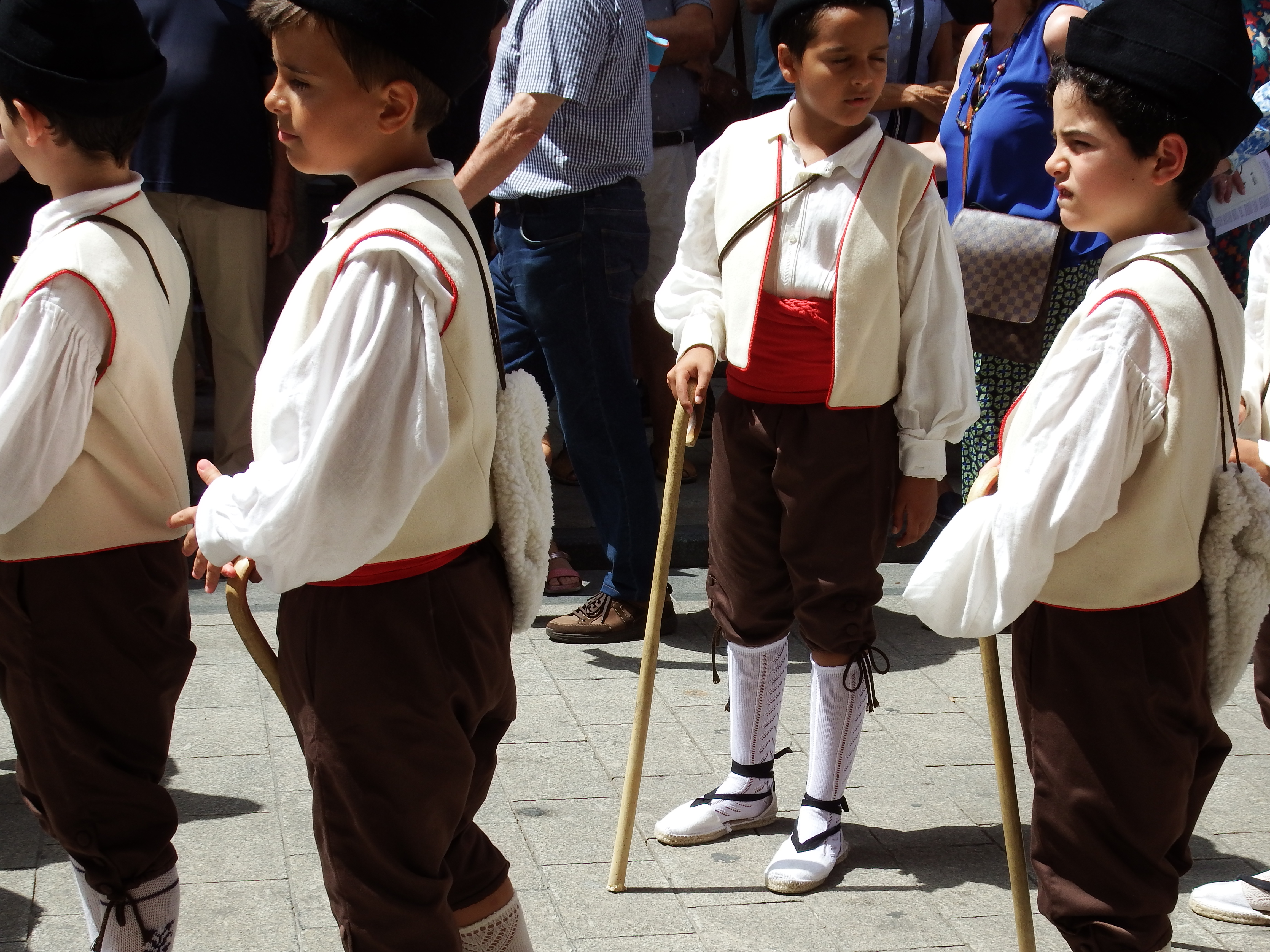
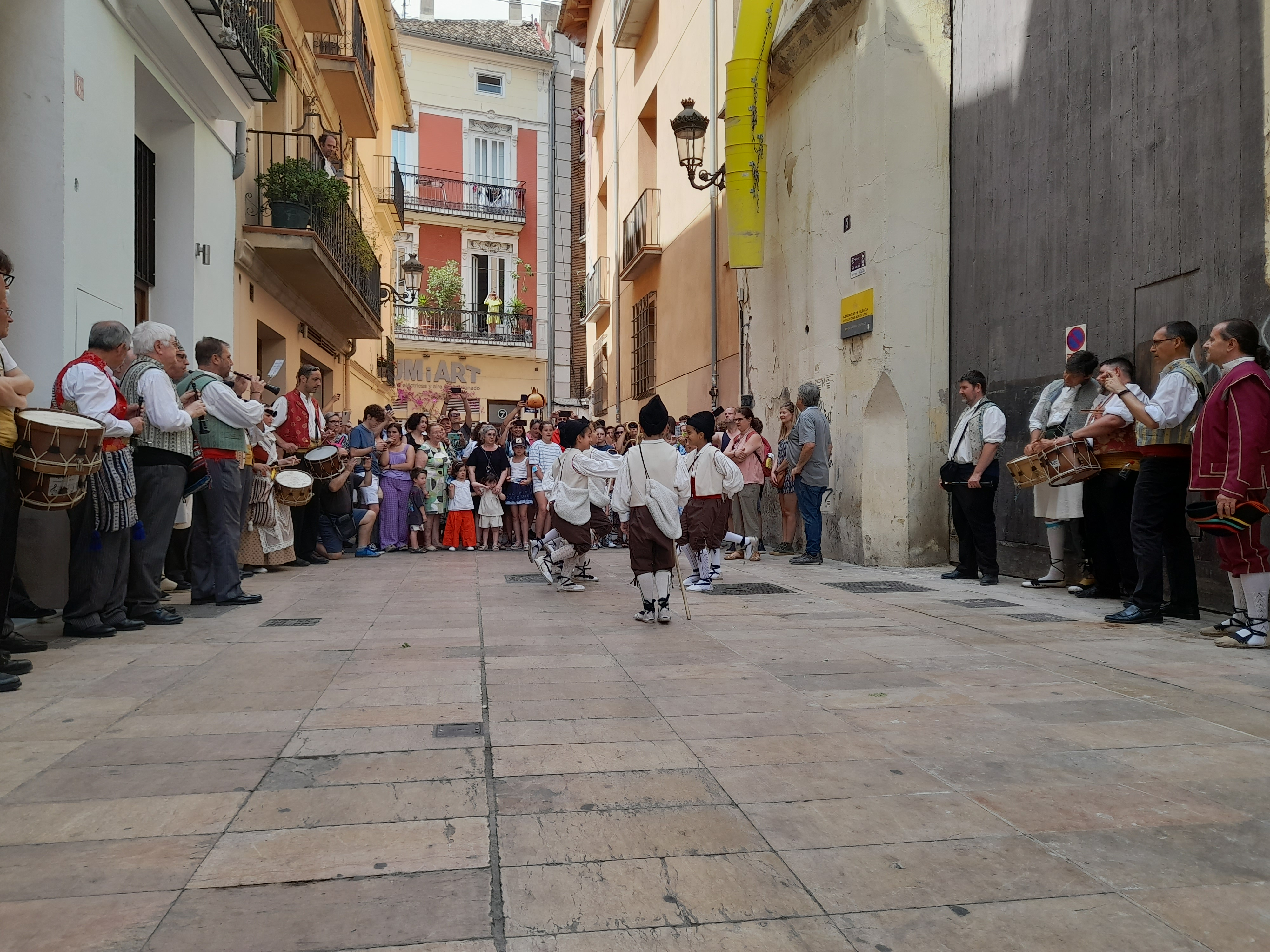

Quan la dansa es va recuperar de l'oblit l'any 1977, es va estructurar en set figures diferents. Tres per executar en files, tres més amb les mateixes formes de colpejar garrots, però en rotllana, i una final de cordó també en rotllana. Cada figura va separada de la següent per una part inicial executada al lloc i una altra part de conclusió evolucionant per separat els components de cadascuna de les files, descrivint una mena d'enroscat per tornar al lloc ia la posició inicial.
Els primers intèrprets d'aquesta nova versió de la dansa dels pastorets van ser alumnes del Col·legi Públic Juan Esteve Muños d'Albal, i les robes i el complement dels dansaires els van aportar gratuïtament els pares dels mateixos dansaires, fenomen molt repetit el primer any de recuperació de les danses per la manca de suport econòmic i la manca de temps de què es va disposar per a l'organització dels actes.